# Lucjan z Antiochii
Lucjan z Antiochii, cs. Prepodobnomuczenik Łukian, preswitier Antiochijskij (ur. ok. 250 w Samosacie, zm. 7 stycznia 312 w Nikomedii) – teolog wczesnochrześcijański, zaliczany do ojców Kościoła, męczennik, święty Kościoła katolickiego i prawosławnego.
Żył w Antiochii Syryjskiej. W nauce o Logosie był przedstawicielem subordynacjonizmu. Jego poglądy miały duży wpływ na rozwój arianizmu. Przez długi czas był wykluczony ze swej macierzystej gminy. Został do niej ponownie przyjęty przed swym męczeństwem.
Dokonał recenzji tekstu Septuaginty oraz Nowego Testamentu o czym wspominał Hieronim ze Strydonu.
Tradycja przypisuje Lucjanowi założenie szkoły teologicznej i autorstwo wyznania, z tendencją proariańską, zaaprobowanego w Antiochii w 341.
Według Euzebiusza oraz Vita Luciani z IV w., Lucjan zginął jako męczennik w 312 roku bądź to zagłodzony lub ścięty. Jan Chryzostom poświęcił mu panegiryk.
Jego ciało pochowano w pobliżu Drepany (łac. Drepanum, późniejsze Helenopolis).

## Kult
Ok. 300 relikwie męczennika miał przenieść do Helenopolis sam cesarz Konstantyn I Wielki, który pod koniec swego życia w 337, jak głosi podanie, przy relikwiach św. Lucjana miał przyjąć chrzest.
Wspomnienie liturgiczne św. Lucjana w Kościele katolickim obchodzone jest w dies natalis (7 stycznia).
Cerkiew prawosławna wspomina świętego męczennika 15/28 października (niegdyś 7/21 stycznia).
W ikonografii święty przedstawiany jest w jasnoczerwonych liturgicznych szatach, symbolizujących jego męczeńską śmierć. Jest mężczyzną w średnim wieku trzymającym w dłoniach Ewangelię.